# Lienardia rhodacme
Lienardia rhodacme é uma espécie de gastrópode do gênero Lienardia, pertencente a família Clathurellidae.